# Masvingo
Masvingo (do 1982. Fort Victoria) glavni je grad istoimene zimbabveanske pokrajine. Nalazi se na jugoistoku države, 250 km južno od Hararea, na 1100 mnm.
Grad je osnovan 1890. godine kao utvrda (eng. Fort) Victoria (vjerojatno prema kraljici Viktoriji) te je najstarije kolonijalno naselje Zimbabvea. Smješten je u blizini Velikog Zimbabvea, drevne prijestolnice Kraljevstva Zimbabve s početka 2. tisućljeća. Veliki Zimbabve nalazi se na listi UNESCO-ove Svjetske baštine. Posljednjih je desetljeća spomenik postao privlačan turistima, koji smještaj nalaze u Masvingou. Ipak, glavni su izvor prihoda lokalnog stanovništva rudarstvo, stočarstvo i trgovina.
Masvingo je 2002. imao 69.490 stanovnika, čime je bio 9. po veličini grad Zimbabvea.

## Gradovi prijatelji
- Kernen im Remstal, Njemačka
- Middlesbrough, Engleska, Ujedinjeno Kraljevstvo

## Vanjske poveznice

### Ostali projekti
|  | Zajednički poslužitelj ima još gradiva o temi Masvingo |